# Scambicornus propinquus
Scambicornus propinquus is een eenoogkreeftjessoort uit de familie van de Synapticolidae. De wetenschappelijke naam van de soort is voor het eerst geldig gepubliceerd in 1944 door Nicholls.